# Djurgårdens IF Fotboll 1937/1938
Djurgårdens IF Fotboll, spelade 1937/1938 i Division 2 Norra, man kom på 2:a plats. DIF hade ett hemmapubliksnitt på 4494 och Per Karlsson blev lagets bäste målskytt med 12 mål.